# Francisco Talovac
Francisco Talovac (en húngaro: Tallóci Frank; Kosovo Polje, fallecido el 18 de octubre de 1448), fue un noble húngaro de origen ragusiano.

## Biografía
Era hijo de Lucas de Ragusa y hermano de Pedro, Mateo y Juan Talovac. En 1429 sucedería a su hermano Juan en la posición de castellano de Belgrado. En 1432 fue nombrado conde de Keve y Krassó. Al año siguiente devendría en conde de Csanád y en 1436 ocuparía el importante cargo de ban de Severin. En 1444, fue nombrado ban de Croacia. Francisco participó en la batalla de Varna, junto al rey Vladislao III Jagellón y el conde Juan Hunyadi, la cual resultó en una dura derrota para los cristianos ante el Imperio otomano. En 1448, Francisco se unió a Hunyadi en una campaña contra los otomanos y murió en la batalla de Kosovo de ese mismo año.